# Сабарагамува
Сабарагамува е една от 9-те провинции на Шри Ланка. Населението ѝ е 1 919 151 жители (2011), а площта — 4902 km2. Намира се в часова зона UTC+05:30. Официални езици са синхалски и тамилски.